# Batman (arkadspel 1990)
Batman är ett horisontellt rullande beat-up-arkadspel utgivet av Atari Games 1990, producerat av Data East. Storylinen är baserad på Batman från 1989-filmen. Spelet innehåller scener baserade på platser i filmen, inklusive första personens kontroll av Batmobile och Batwing. Spelet innehåller ljudklipp av Batman (Michael Keaton) och Joker (Jack Nicholson) samt digitaliserade bilder från filmen.